# Залізнобока кавалерія
«Залізнобокі» (англ. Ironsides) — важка кіннота круглоголових, сформована у 1642 Олівером Кромвелем. На базі залізнобоких у 1644 створено Армію нового зразка.
«Залізнобокі» були пуританами, не вживали спиртні напої, не грали в азартні ігри.
Супротивники «Залізнобоких» називалися «кавалерами».

## Етимологія
Історики вважають, що назва походить від одного з прізвиськ Кромвеля (англ. «Old Ironside»).
Очевидно, також має місце гра слів: англ. ironside — відважна, рішуча людина; натомість англ. iron — залізо, англ. side — бік (кавалеристи використовували кіраси як обладунки).